# 王職
王職（1528年—1595年），字君任，號同野，河南河南府洛陽縣人，軍籍，明朝政治人物。

## 生平
隆慶元年（1567年）丁卯科河南鄉試第四十三名，萬曆二年（1574年）甲戌科會試第一百九十七名，登三甲第二十九名進士。大理寺观政，本年十月官大同县知县，次年正月丁父忧回籍。

## 家族
曾祖王林；祖父王子良；父王永臣，曾任壽官。母楊氏；繼母詹氏；繼母李氏。